# Genetisk fingeraftryk
Genetiske fingeraftryk (også kaldet DNA-profiler og DNA-fingeraftryk) kan anvendes til at identificere individer i opklaring af forbrydelser og faderskabstests, samt til at diagnosticere arvelige sygdomme.
Et genetisk fingeraftryk er lige så unikt som et konventionelt fingeraftryk, men er ved efterforskninger ofte lettere at foretage.
Ved identificering af genetiske fingeraftryk anvendes ikke hele genomet, men kun repetitive DNA-fragmenter (VNTR), hvoraf korte fragmenter, såsom mikrosatellitter (STR), anvendes i største udstrækning.

## DNA-profil som straffeprocesuelt tvangsindgreb
Politiet skal slette en mistænkt persons DNA-profil, hvis sigelsen opgives (påtaleundlandelse). Hvis den sigtede bliver frifundet, så må politiet maksimalt opbevare personens DNA-profil i 10 år; efter de 10 år skal DNA-profilen slettes.

## Fodnoter
1. ↑  "Genetiska analyser". Statens medicinsk-etiska råd.
2. ↑  "What is DNA profiling?". Hentet 4. februar 2016. {{cite web}}: |archive-url= kræver at |archive-date= også er angivet (hjælp)
3. ↑  "Use of DNA in identification". Hentet 2016-02-11.
4. ↑  siderne 40-41 i Anne Rosendahl Appelquist & Thomas Fog Christensen (2009): Kompendium i strafferet og straffeproces. Manu Kurser SL forlagene. ISBN 978-87-7071-010-7

| Biologi | Spire Denne artikel om biologi er en spire som bør udbygges. Du er velkommen til at hjælpe Wikipedia ved at udvide den. |